# Piper umbricola
Piper umbricola är en pepparväxtart som beskrevs av C. Dc. och Th. Dur. & Pitt.. Piper umbricola ingår i släktet Piper och familjen pepparväxter. Inga underarter finns listade i Catalogue of Life.